# Musée d'histoire de Naha
Le musée historique de Naha (那覇市歴史博物館, Nahashi rekishi hakubutsukan) est un musée situé à Naha, sur l'île d'Okinawa, au Japon. Ouvert en 2006, il offre à voir au public des documents anciens et des œuvres de l'artisanat qui mettent en valeur la culture et l'histoire de la ville ; nombre de ces biens sont des trésors nationaux du Japon.

## Situation
Le musée historique de Naha se trouve dans la partie ouest de la capitale de la préfecture d'Okinawa : Naha, à environ un kilomètre du bord de mer et au nord-ouest du lac Man. Il occupe une partie du quatrième étage d'un centre commercial du centre-ville de Naha : Pallet Kumoji (パレットくもじ), une adresse de l'artère principale de la ville, Kokusai-dōri (国際通り), dans le quartier de Kumoji,

## Histoire
Le musée historique de Naha est ouvert au public depuis le 8 juillet 2006 ; il a été inauguré le jour où la ville de Naha fêtait ses 85 ans, et un mois après le classement au titre de trésor national d'une collection de biens historiques ayant appartenu aux générations successives de la seconde dynastie Shō,.

## Collections

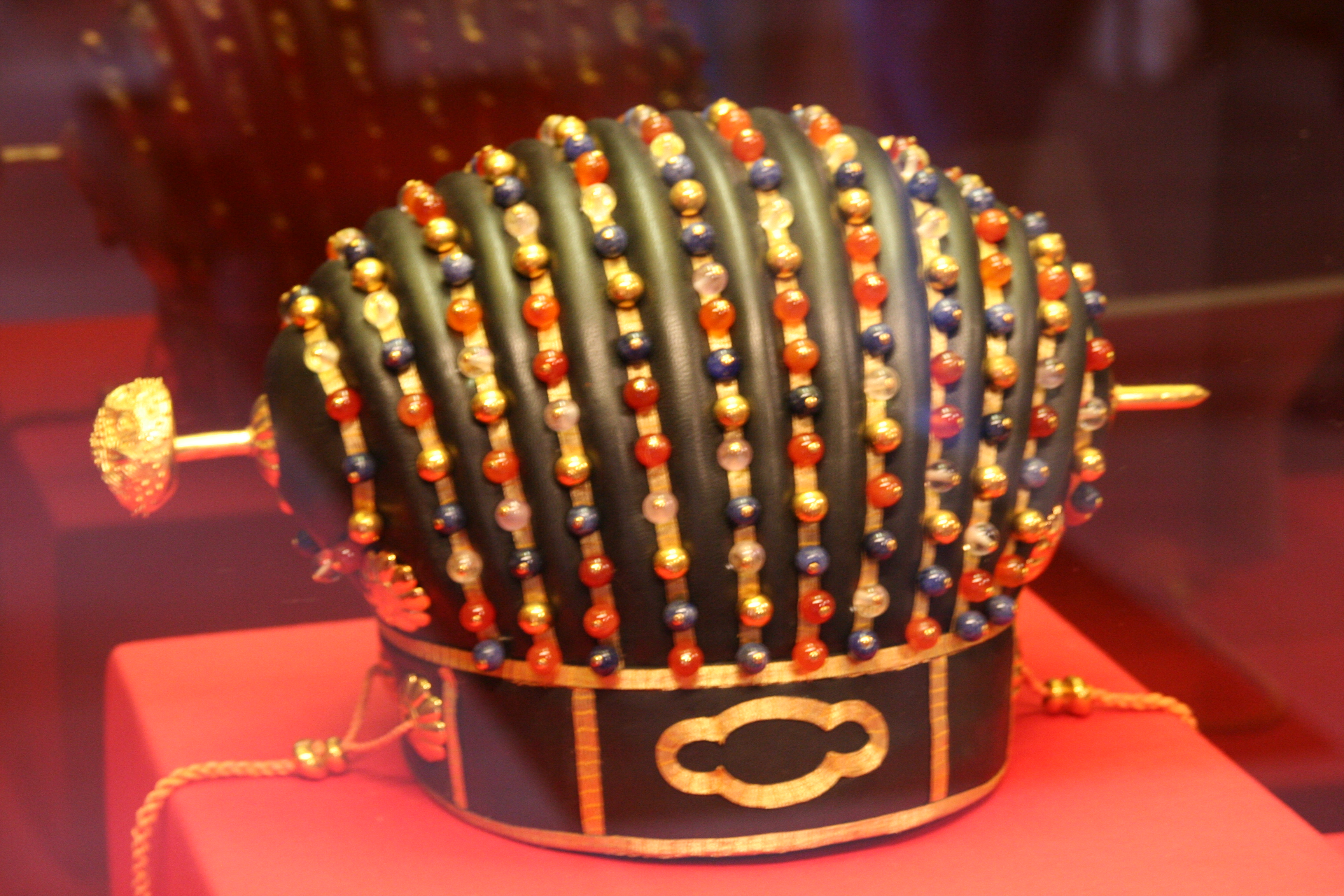
Trésor national : la couronne Hibenkan de Sa Majesté du royaume de Ryūkyū.

Le musée rassemble des biens de valeur culturelle et historique en rapport avec Okinawa et donnés par des personnes privées. Il possède notamment une collection de 1 251 pièces transmises dans la famille royale du royaume de Ryūkyū sur dix-neuf générations, du roi Shō En (1415 – 1476) à Shō Tai (1843 - 1901) de la seconde dynastie Shō. Elle est classée trésor national depuis 2006, et comprend 1 166 documents écrits et 85 œuvres de l'artisanat fabriquées entre les XVe et XIXe siècles dont une couronne et des kimonos de cérémonies ayant appartenu au roi.
En 2014, les administrateurs du musée ont ouvert un musée virtuel qui donne accès à des informations concernant le musée, ses collections et ses expositions.

## Plan
Le musée se divise en trois salles, au quatrième étage d'un centre commercial (Pallet Kumoji) situé dans le centre-ville de Naha. Une salle est dédiée à la présentation de la collection de trésors nationaux composées d'objets anciens ayant appartenu à la famille royale du royaume de Ryūkyū. La deuxième est consacrée à une exposition permanente de documents anciens évoquant la vie de la classe guerrière de Naha et Shuri, l'ancienne capitale de l'archipel Okinawa. La troisième accueille, cinq à six fois par an, une exposition mettant en valeur la culture et l'histoire de la ville de Naha.

## À voir aussi